# Гусейнов, Мурад Саидович
Мура́д Саи́дович Гусе́йнов (азерб. Murad Hüseynov; 25 января 1989, Махачкала, СССР) — российский и азербайджанский футболист, нападающий.

## Карьера

### Клубная
Родился в 1989 году в Махачкале. Футбольную карьеру Мурад Гусейнов начал в Дагестане. Первый тренер — Рафаэль Сафаров.
В 2005 году выступал в любительском клубе «Анжи-Хазар», однако вскоре клуб был снят с первенства, а Гусейнов в следующем сезоне был заявлен «Анжи». В клубе провёл два сезона в Первом дивизионе, сыграл 22 матча, забил 5 мячей. В начале сезона 2008 года перешёл в ярославский «Шинник», но принял участие лишь в 8 матчах молодёжной команды. Летом 2008 года выступал в клубе второго дивизиона «Шексна» из Череповца. В сезоне 2009/10 в Сербии выступал за клуб Второй лиги «Младост» Лучани. В январе 2011 года прибыл на просмотр в немецкую «Фортуну» Дюссельдорф. Однако вскоре по приглашению Тони Адамса подписал контракт с азербайджанской «Габалой», за которую дебютировал 17 марта того же года в выездной встрече против «Мугани», отметившись победным мячом.

### В сборной
В декабре 2010 года принимал участие в учебно-тренировочные сборах сборной Азербайджана, после чего был натурализован и 9 февраля 2011 года принял участие в товарищеском матче против сборной Венгрии. Первый и пока что единственный гол в сборной забил 7 июня 2011 года сборной Германии в отборочном матче чемпионата Европы 2012.